# 聖馬控股
聖馬控股有限公司，簡稱聖馬控股（英語：Sunmart Holdings Limited，SGX：C2J），在1997年由孙秉忠在江陰市創立首家民營企業包裝公司。
業務生产各种日化、医药、食品、卫生保健用微型喷雾泵（阀）并配套铝罐、塑料瓶的制造型，總部位於中国江苏省江阴市霞客镇璜塘凤凰路6号，股份在2007年8月15日於新加坡交易所主板上市，招股價為0.25坡元，配售股份為102,000,000股，集資額為25,500,000坡元。

## 連結
- Sunmart.cn （页面存档备份，存于）